# Mimosema flexa
Mimosema flexa är en fjärilsart som beskrevs av W. Warren 1904. Mimosema flexa ingår i släktet Mimosema och familjen mätare. Inga underarter finns listade i Catalogue of Life.